# Zhou Lulu
Zhou Lulu (chiń. 周璐璐; ur. 19 marca 1988 w Binzhou) – chińska sztangistka, mistrzyni olimpijska oraz dwukrotna medalistka mistrzostw świata.
Startowała w wadze superciężkiej (powyżej 75 kg). W 2011 roku zdobyła złoty medal mistrzostw świata w Paryżu, bijąc rekord świata w dwuboju wynikiem 328 kg.  Na rozgrywanych dwa lata później mistrzostwach świata we Wrocławiu była druga w tej samej kategorii wagowej. Lepsza okazała się jedynie Rosjanka Tatjana Kaszyrina.
Ponadto na igrzyskach olimpijskich w Londynie w 2012 roku zwyciężyła w wadze superciężkiej. W zawodach tych wyprzedziła na podium Tatjanę Kaszyrinę i Jang Mi-ran z Korei Południowej. Był to jej jedyny start olimpijski.
Wicemistrzyni Azji w 2011 roku.

## Osiągnięcia
| Rok  | Zawody               | Miasto   | Miejsce | Kategoria | Wynik       |
| ---- | -------------------- | -------- | ------- | --------- | ----------- |
| 2011 | Mistrzostwa Azji     | Tongling | 2       | +75 kg    | 299 kg      |
| 2011 | Mistrzostwa świata   | Paryż    | 1       | +75 kg    | 328 kg (WR) |
| 2012 | Igrzyska Olimpijskie | Londyn   | 1       | +75 kg    | 333 kg (WR) |
| 2013 | Mistrzostwa świata   | Wrocław  | 2       | +75 kg    | 328 kg      |